# Первый перелёт Южной Атлантики

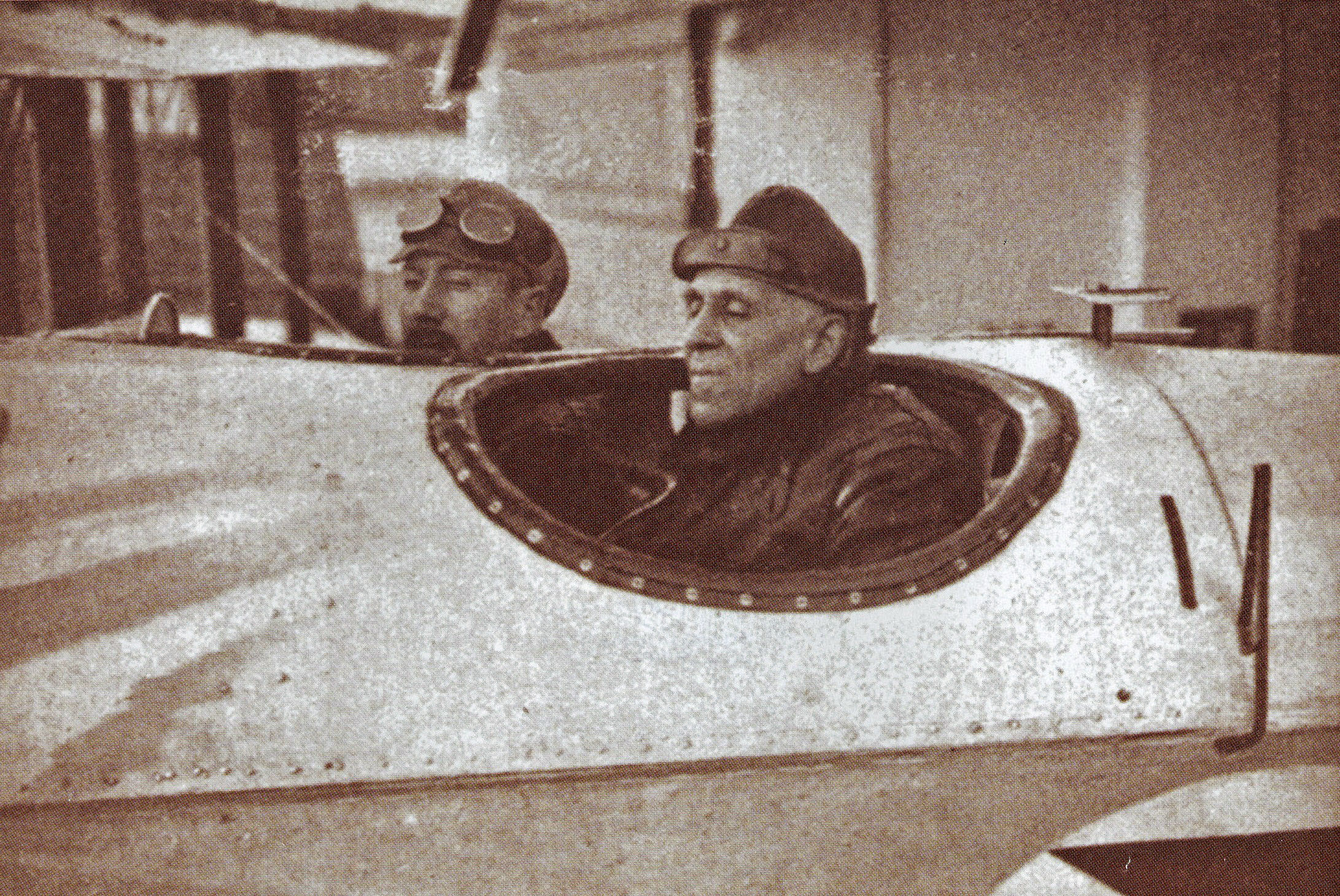
Гаго Коутиньо и Сакадура Кабрал в Lusitânia, первом из трех самолётов Fairey III, которые использовали во время своего путешествия в 1922 году

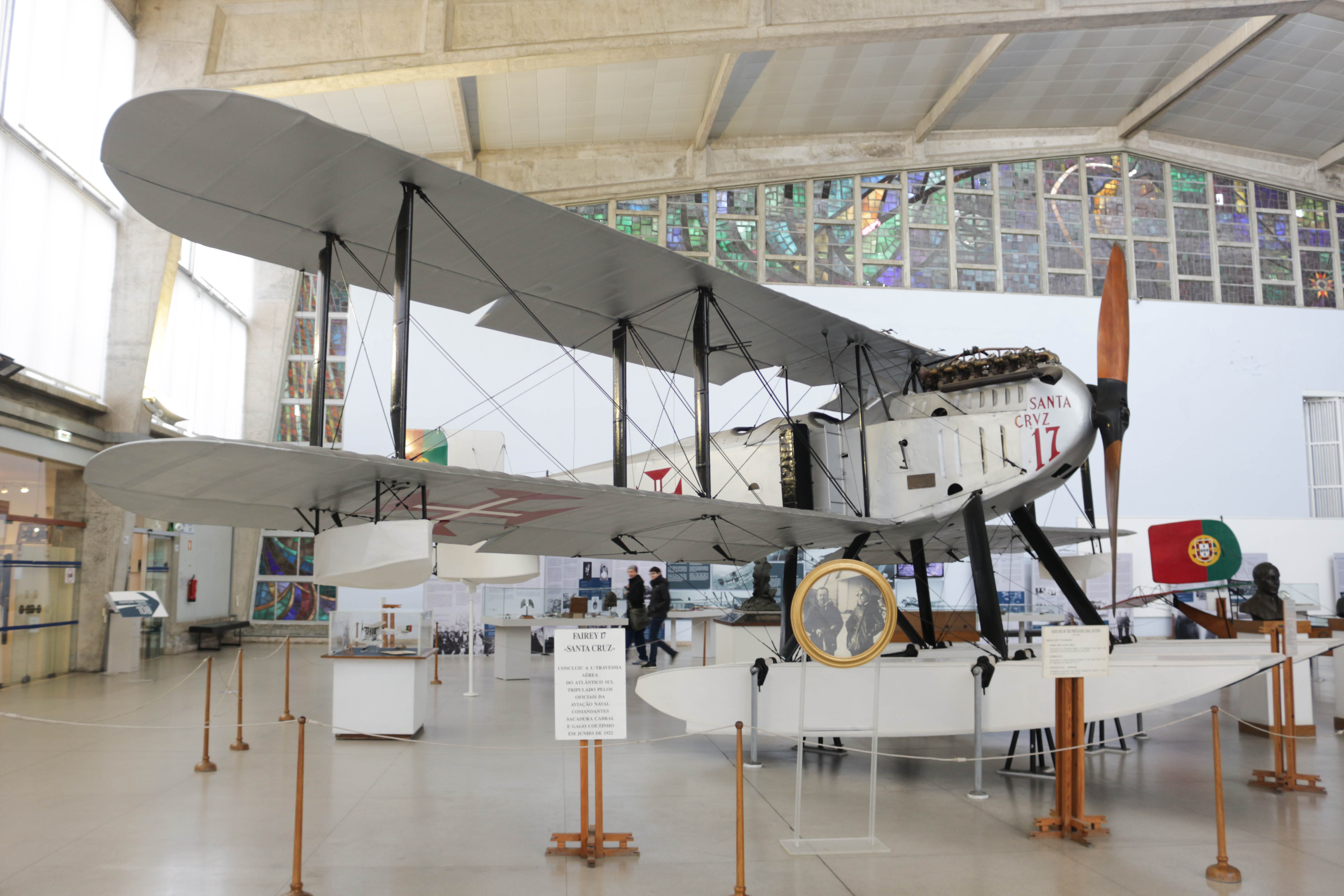
Fairey III в Морском музее Лиссабона

Первый перелёт Южной Атлантики, совершенный португальскими военно-морскими летчиками Гагу Коутиньо и Сакадурой Кабралом в 1922 году в честь столетия независимости Бразилии. Коутиньо и Кабрал пролетели поэтапно из Лиссабона, Португалия в Рио-де-Жанейро, Бразилия, используя три различных биплана Fairey III, покрыв расстояние в 8383 километра, в период с 30 марта по 17 июня 1922 года.
Несмотря на то, что в 1919 году Северную Атлантику уже пересекли непрерывным перелётом Джон Олкок и Артур Браун, полёт Коутиньо и Кабрала является значимым как важная веха в трансатлантической авиации, а также в изобретении и использовании новых технологий, таких как искусственный горизонт.

## Путешествие

Трансатлантический маршрут Коутиньо и Кабрала.

### Первый самолёт
Путешествие началось на авиабазе Bom Sucesso ВМС Португалии в Тежу, недалеко от башни Белен в Лиссабоне, в 16:30 30 марта 1922 года на борту самолёта типа Fairey III-D MkII португальской морской авиации Lusitânia, гидроплана, со специальными приборами для этого перелёта. В частности, секстант был дополнен искусственным горизонтом для аэронавигационного использования, кроме этого пилотами был изобретён и сделан курсовой брокер для расчёта поправок курса на направление и силу ветра. По данным музея ВМС Португалии, тестирование секстанта с пузырьковым уровнем (искусственным горизонтом) и курсового брокера были одним из главных поводов для полёта.
Первая часть путешествия закончилась в тот же день в Лас-Пальмас-де-Гран-Канария на Канарских островах, где лётчики заметили, что расход топлива в самолёте выше, чем ожидалось.
Путешествие возобновилось 5 апреля, когда они отправились на остров Сан-Висенте, Кабо-Верде, пролетев 1370 км. Сделав ремонт на Лузитании, 17 апреля они отправились из Сан-Висенте и полетели в город Праю на острове Сантьягу, а затем в архипелаг Сан-Педру-и-Сан-Паулу, уже в бразильских территориальных водах, куда прибыли в тот же день, пролетев 1700 километров над Южной Атлантикой. Они достигли этой точки, опираясь исключительно на секстант Коутиньо с его искусственным горизонтом, а также на курсовой брокер.
Однако, погрузившись в бурные воды у архипелага, Лузитания потеряла один из поплавков и затонула. Лётчиков спас крейсер NRP República, который был отправлен португальскими ВМС для поддержки перелёта. Авиаторов доставили на бразильские острова Фернанду-ди-Норонья.

### Второй самолёт

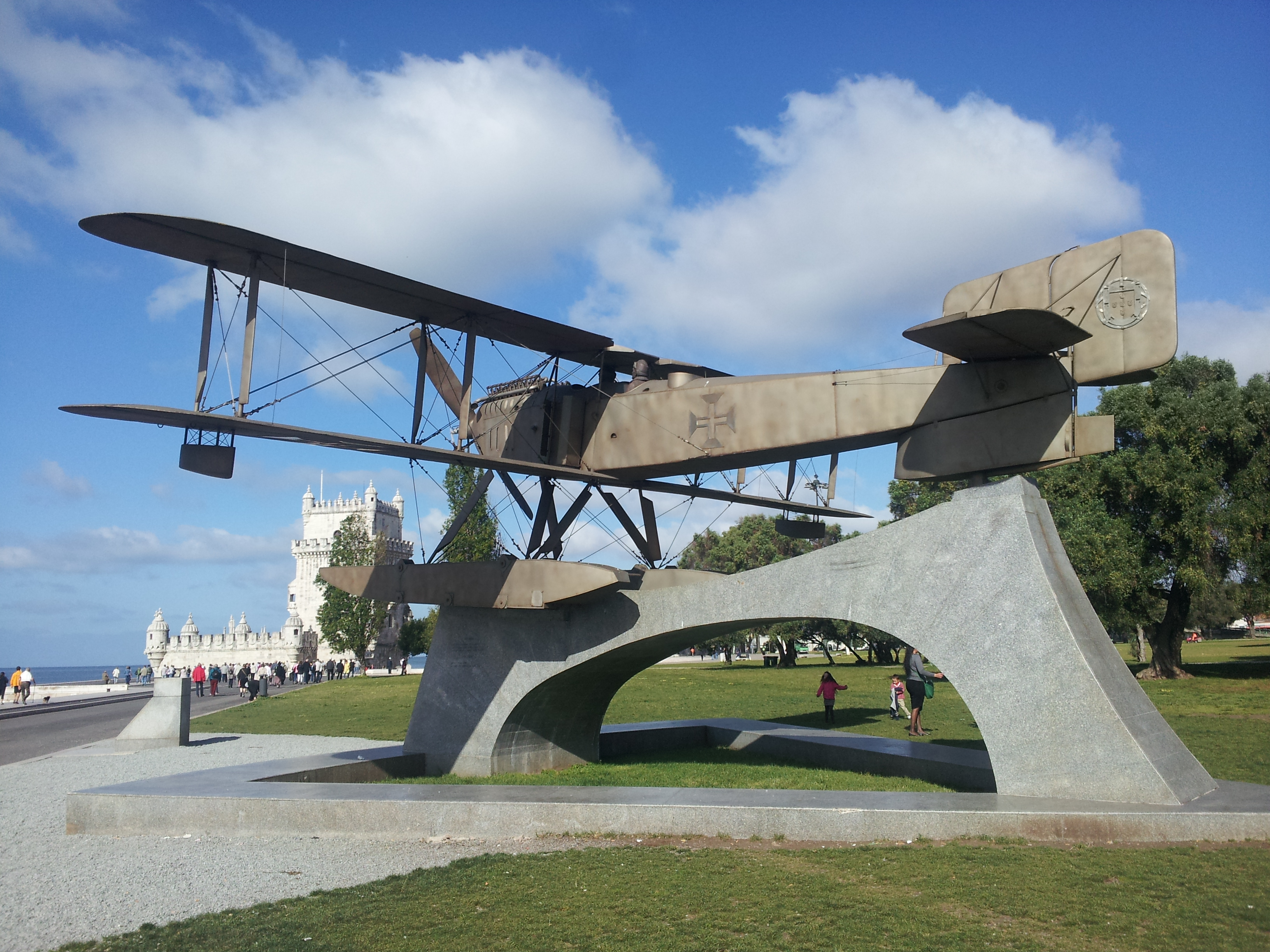
Памятник полёту в Лиссабоне

Преисполнившись энтузиазмом по поводу перелёта Коутиньо и Кабрала и большим вниманием к нему со стороны широких кругов общественности Португалии и Бразилии, португальское правительство направило ещё один самолёт Fairey III для завершения путешествия. Новый самолёт, наречённый Родина (Pátria), прибыл в Фернанду-ди-Норонья 6 мая. После установки дополнительного оборудования Патрия вылетела 11 мая с Коутиньо и Кабралом на борту. Они прилетели в архипелаг Сан-Педру-и-Паулу, чтобы продолжить путешествие именно с того места, где оно было прервано. Однако проблема с двигателем заставила их вновь совершить аварийную посадку посреди океана, где они пробыли 9:00, пока их не спас ближайший британский грузовой корабль Paris City, который доставил их обратно на Фернанду-ди-Норонья.

### Третий самолёт
Третий Fairey III, окрещённый Санта-Крус (Santa Cruz) супруги Президента Бразилии Эпитасиу Песоа, был отправлен для завершения путешествия Коутиньо и Кабрала, и его доставил крейсер NRP Carvalho Araújo. 5 июня Санта-Крус вошел в воды Фернанду-ди-Норонья, поэтому Коутиньо и Кабрал возобновили свое путешествие, вылетев в Ресифи, затем в Сальвадор, потом в Виторию и уже оттуда в Рио-де-Жанейро, куда они прибыли 17 июня 1922, пришвартовавшись в бухте Гуанабара . Авиаторов встретили как героев огромной толпой, их поздравил пионер авиации Альберто Сантос-Дюмон.
Итак, хотя путешествие Коутиньо и Кабрала продолжалась 79 суток, фактическое время перелёта составило всего 62 часа и 26 минут.

## Следующие трансатлантические перелёты
В январе 1926 года испанская авиакоманда в составе Рамона Франко (Ramón Franco), Хулио Руиса де Альда Микелейса (Julio Ruiz de Alda Miqueleiz), Хуана Мануэля Дурана (Juan Manuel Duran) и Пабло Рада (Pablo Rada) осуществила первый перелёт между Испанией и Южной Америкой на одном самолёте Plus Plus. Они следовали по маршруту Кабрала и Коутиньо.
Перелет Коутинью и Кабрала вдохновил многочисленных последующих трансатлантических пилотов, таких как американец Чарльз Линдберг, бразилец Жоао Рибейро де Баррос и португалец Сарменто где Бейрес — все они пересекли Атлантику в 1927 году.